# Colletes daviesanus
Espèce
Statut de conservation UICN

 LC  : Préoccupation mineure
Colletes  daviesanus, la collète commune , est une espèce d'abeilles de la famille des Colletidae. Elle est présente en Europe et dans le nord de l'Asie.